# كارل مكسيموفتش
كارل مكسيموفتش (1827-1891) (بالإنجليزية: Karl Maximovich)‏ هو عالم نبات روسي.